# Пламена Мангова
Пламена Мангова е българска класическа пианистка.
Родена е през 1980 г. в Плевен, България.
Когато е на 18 години получава трета награда на XIVтия международен пиано конкурс „Палома О'Ший“. Девет години по-късно участва в XVIтия международен музикален конкурс „Кралицца Елизабет“, където получава втора награда и се нарежда след Анна Виницкая.
Пламена Мангова е активна като концертен пианист на международно ниво от 2000 г., когато дебитира в парижкия театър „Шатле“. Първият компакт диск е посветен на произведения на Дмитрий Шостакович и донася престижната награда на френското списание „Диапазон“. Като камерен музикант е записвала всички произведение за цигулка и пиано на Сергей Прокофиев, също и Пиано Квинтет на Шостакович.

## Участия
- 48-ото издание на „Международния фестивал на камерната музика“, Пловдив - 2012 г. Концерт на Пламена Мангова – пиано в дуо със Светлин Русев – цигулка[3].